# مستان أباد (شاهين دج)
مستان‌ أباد هي قرية في مقاطعة شاهين دج، إيران. عدد سكان هذه القرية هو 198 في سنة 2006.